# Pejiño
Francisco Jesús Crespo García (Barbate, España, 29 de julio de 1996), más conocido como Pejiño, es un futbolista español que se desempeña como centrocampista en la U. D. Las Palmas de la Segunda División de España.

## Carrera deportiva
Formado en la cantera del Cádiz C. F., en la temporada 2015-16 fue cedido al U. D. Los Barrios de la Tercera División española, pero problemas personales hicieron que cambiara de destino, para ser cedido al Conil C. F. hasta final de dicha temporada.
En su regreso a Cádiz para la campaña 2016-17, pasa a formar parte del filial. Al término de la temporada decide no renovar con el club y pasa a formar parte del Sevilla  F. C. "C". El 4 de febrero siguiente hizo su debut profesional con el Sevilla Atlético, reemplazando a Giorgi Aburjania en una derrota en casa por 0-1 contra la S. D. Huesca durante el campeonato de Segunda División.
Ascendió al filial sevillista en la temporada 2018-19 y contó para el entrenador del primer equipo para hacer la pretemporada a las órdenes de Pablo Machín, llegando a debutar en un partido correspondiente a la clasificación para la Liga de Europa de la UEFA contra el Újpest F. C., además de otros dos.
Durante la temporada 2018-19, disputó con el Sevilla Atlético un total de 25 partidos, con un gol y una asistencia, y en la  2019-20, 21 encuentros, en los que contabilizó tres goles y dos asistencias.
El 27 de agosto de 2020 fichó por dos temporadas con la U. D. Las Palmas de la Segunda División. En 2023, su tercera temporada en el club insular, consiguió el ascenso a Primera División aportando 6 goles. A su vez amplió el contrato hasta 2026. El 3 de febrero de 2025 fue cedido al Elche C. F.  hasta el final de la temporada.

## Clubes
| Club                          | País   | Año       |
| ----------------------------- | ------ | --------- |
| Cádiz C. F. "B"               | España | 2015-2017 |
| Conil Club de Fútbol (cedido) | España | 2015-2016 |
| Sevilla F. C. "C"             | España | 2017-2018 |
| Sevilla Atlético              | España | 2018-2020 |
| Sevilla F. C.                 | España | 2018-2019 |
| U. D. Las Palmas              | España | 2020-2025 |
| Elche C. F. (cedido)          | España | 2025      |